# 염색 (생물학)
염색(染色, staining)은 특정 생물 조직, 세포 등에 특수한 염료를 이용하여 색상을 붙이는 실험 기술이다. 특히 현미경의 관찰을 쉽게하기 위해 관찰에 앞서 염색을 하는 경우가 많다.

## 같이 보기
- 세포생물학
- 조직학
- 면역조직화학